# Pasi Lembang
Pasi Lembang is een bestuurslaag in het regentschap Aceh Selatan van de provincie Atjeh, Indonesië. Pasi Lembang telt 1167 inwoners (volkstelling 2010).